# Kim Peek

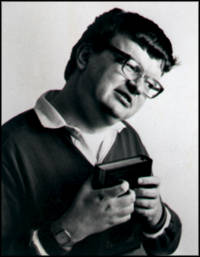
Kim Peek

Kim Peek (Salt Lake City, 11 november 1951 – aldaar, 19 december 2009) was een Amerikaan met het savantsyndroom. Hij had een aantal lichamelijke en verstandelijke beperkingen en beschikte over een eidetisch geheugen.
Peek werd geboren met een vergrote schedel, schade aan de kleine hersenen en een grotendeels ontbrekende hersenbalk, het deel van de hersenen dat de hersenhelften verbindt. Als gevolg van deze omstandigheden bleek hij op een aantal terreinen uitzonderlijk begaafd te zijn.

## Geheugen
Al op zijn tweede jaar werd vastgesteld dat Peek over een opvallend geheugen beschikte. Als hem werd voorgelezen, kon hij die verhalen vervolgens feilloos navertellen. Toen hij eenmaal zelf had leren lezen, ontwikkelde hij al snel een enorme leeshonger. Peek had de gewoonte boeken uit zijn hoofd te leren en ze omgekeerd in de boekenkast te plaatsen, ten teken dat hij die al gelezen had.
Hij las zo snel dat hij een gemiddeld boek in ongeveer een uur uit had (zoals Tom Clancy's The Hunt for Red October, zo ondervond de Britse krant The Guardian in 2005). In de eveneens Britse Channel 5-documentaire Kim Peek: The Real Rain Man vertelde vader Francis (Fran) Peek dat zijn zoon zich 98% kon herinneren van een boek dat hij één keer las. Hij las gelijktijdig de linkerpagina van een boek met zijn linkeroog en de rechterpagina met zijn rechteroog, verhaalde de documentaire. Ten tijde van de opnamen van The Real Rain Man (1994) zaten er naar schatting al zo'n twaalfduizend boeken over allerlei onderwerpen in zijn geheugen opgeslagen. Zijn favoriete onderwerpen waren onder meer literatuur, sport, muziek, geografie en alles wat met cijfers te maken had, inclusief de weekdagen waarop data vallen en postcodes van de hele VS. Een vaardigheid die hij vaak tentoonspreidde was mensen hun geboortedatum laten noemen, waarna hij ze meteen vertelde wat voor dag dat was. Peek was tot op zekere hoogte in staat verbanden te leggen tussen deze grote hoeveelheden gegevens, maar had veel moeite met figuurlijk taalgebruik.
Verder kon hij opvallend goed hoofdrekenen, wat bij zijn werk op een loonadministratie goed van pas kwam. Aan dat rekenen dankte hij ook zijn bijnaam: 'Kimputer'.
Op de piano kon hij muziek naspelen die hij jaren geleden had gehoord.

## Persoonlijk leven
Peek kon pas op zijn vierde lopen en had allerlei motorische problemen, die samenhingen met het niet goed functioneren van zijn kleine hersenen. Zijn vader moest bijvoorbeeld zijn overhemd dichtknopen, omdat hij dat zelf niet kon. Zijn IQ was moeilijk te meten: hij scoorde laag op veel standaardtesten, maar juist erg hoog op bepaalde subtesten.
Zijn familie en vrienden beschreven zijn persoonlijkheid als extravert en vriendelijk, zodat er geen sprake was van autisme, wat wel vaak wordt gedacht. Vader Fran liet wel optekenen dat Kim erg driftig kon worden wanneer hij iets niet snapte. Volgens sommigen namen zijn sociale vermogens nog steeds toe. In 2005 maakte Peek kennis met Daniel Tammet, een Britse savant met opvallend goed ontwikkelde sociale vaardigheden.
Peek overleed op 58-jarige leeftijd aan een hartstilstand.

## Rain Man
In 1984 werd Peek bezocht door scenarioschrijver Barry Morrow, die zijn ervaringen met hem in het scenario voor de film Rain Man (1988) verwerkte. Hoofdrolspeler Dustin Hoffman nam een dag voor een ontmoeting met Peek om zo te leren over zijn motoriek en belevingswereld. Een echte biografie is Rain Man overigens niet: in tegenstelling tot Peek is het personage Raymond Babbitt wél autistisch.
De film leverde Peek veel publiciteit op. Hij en zijn vader werden gevraagd voor optredens in het openbaar en verschenen geregeld op televisie. Morrow gaf hem dan de Oscar mee die Rain Man kreeg in de categorie "Beste Film" (een van de vier Oscars die de film won uit acht nominaties). Dit leek het zelfvertrouwen van Peek goed te doen. Hij hield ervan nieuwe mensen te leren kennen en hen te vermaken met zijn gaven.
Een bekende uitspraak van Kim Peek was: "Je hoeft niet gehandicapt te zijn om anders te zijn, iedereen is anders".